# Blamont
Blamont és un municipi francès situat al departament del Doubs i a la regió de Borgonya - Franc Comtat. L'any 2007 tenia 1.120 habitants.

## Demografia

### Població
El 2007 la població de fet de Blamont era de 1.120 persones. Hi havia 387 famílies de les quals 103 eren unipersonals (54 homes vivint sols i 49 dones vivint soles), 115 parelles sense fills, 136 parelles amb fills i 33 famílies monoparentals amb fills.
La població ha evolucionat segons el següent gràfic:
Habitants censats

### Habitatges
El 2007 hi havia 434 habitatges, 404 eren l'habitatge principal de la família, 8 eren segones residències i 22 estaven desocupats. 362 eren cases i 72 eren apartaments. Dels 404 habitatges principals, 328 estaven ocupats pels seus propietaris, 60 estaven llogats i ocupats pels llogaters i 16 estaven cedits a títol gratuït; 1 tenia una cambra, 10 en tenien dues, 46 en tenien tres, 102 en tenien quatre i 244 en tenien cinc o més. 358 habitatges disposaven pel capbaix d'una plaça de pàrquing. A 154 habitatges hi havia un automòbil i a 225 n'hi havia dos o més.

### Piràmide de població
La piràmide de població per edats i sexe el 2009 era:
| Homes | Edats   | Dones |
| ----- | ------- | ----- |
| 0     | 95 o +  | 4     |
| 12    | 90 a 94 | 16    |
| 8     | 85 a 89 | 40    |
| 4     | 80 a 84 | 16    |
| 8     | 75 a 79 | 28    |
| 20    | 70 a 74 | 40    |
| 28    | 65 a 69 | 32    |
| 44    | 60 a 64 | 32    |
| 44    | 55 a 59 | 40    |
| 28    | 50 a 54 | 28    |
| 40    | 45 a 49 | 28    |
| 32    | 40 a 44 | 36    |
| 36    | 35 a 39 | 48    |
| 28    | 30 a 34 | 24    |
| 24    | 25 a 29 | 12    |
| 4     | 20 a 24 | 16    |
| 28    | 15 a 19 | 8     |
| 44    | 10 a 14 | 32    |
| 40    | 5 a 9   | 56    |
| 12    | 0 a 4   | 12    |

## Economia
El 2007 la població en edat de treballar era de 619 persones, 460 eren actives i 159 eren inactives. De les 460 persones actives 421 estaven ocupades (226 homes i 195 dones) i 39 estaven aturades (16 homes i 23 dones). De les 159 persones inactives 73 estaven jubilades, 36 estaven estudiant i 50 estaven classificades com a «altres inactius».

### Ingressos
El 2009 a Blamont hi havia 382 unitats fiscals que integraven 959 persones, la mediana anual d'ingressos fiscals per persona era de 20.819 €.

### Activitats econòmiques
Dels 33 establiments que hi havia el 2007, 1 era d'una empresa extractiva, 1 d'una empresa alimentària, 1 d'una empresa de fabricació d'altres productes industrials, 3 d'empreses de construcció, 3 d'empreses de comerç i reparació d'automòbils, 4 d'empreses de transport, 6 d'empreses d'hostatgeria i restauració, 2 d'empreses financeres, 1 d'una empresa de serveis, 10 d'entitats de l'administració pública i 1 d'una empresa classificada com a «altres activitats de serveis».
Dels 11 establiments de servei als particulars que hi havia el 2009, 1 era una gendarmeria, 1 oficina de correu, 1 una oficina bancària, 1 guixaire pintor, 2 lampisteries, 1 perruqueria i 4 restaurants.
Dels 2 establiments comercials que hi havia el 2009, 1 era una botiga de més de 120 m² i 1 una botiga de menys de 120 m².
L'any 2000 a Blamont hi havia 5 explotacions agrícoles.

## Equipaments sanitaris i escolars
L'únic equipament sanitari que hi havia el 2009 era una farmàcia.
El 2009 hi havia 1 escola maternal i 1 escola elemental. Blamont disposava d'un col·legi d'educació secundària amb 201 alumnes.

## Poblacions més properes
El següent diagrama mostra les poblacions més properes.